# Кюмийоки
Кюмийоки, Кюми-Йоки (фин. Kymijoki, швед. Kymmene älv), Кюмень — река в Финляндии.
Вытекает из озера Коннивеси, в центральной Финляндии. Длина реки составляет 204 километра, площадь водосборного бассейна — 37,2 тыс. км². Течёт Кюмийоки в южном направлении. На расстоянии 12 километров от устья русло реки раздваивается и затем, близ города Котка, Кюмийоки впадает пятью рукавами в Финский залив Балтийского моря.
Кюмийоки является крупнейшей рекой южной Финляндии. На ней построены гидроэлектростанции, здесь расположены деревообрабатывающие предприятия.
По имени реки Кюмийоки названа южно-финская провинция Кюменлааксо. Согласно Абоскому миру, с 1743 года по 1809 год по западному рукаву Кюмийоки проходила государственная граница между Швецией и Россией (в русскоязычной литературе того времени река называлась Кумень).